# Википедија на персијском језику
Википедија на персијском језику (перс. ویکی‌پدیای فارسی) је верзија Википедије на персијском језику, слободне енциклопедије, која данас има 2.686.469 чланака и заузима на листи Википедија 19. место.